# Plestiodon tamdaoensis
Plestiodon tamdaoensis (в'єтнамський сцинк) — вид сцинкоподібних ящірок родини сцинкових (Scincidae). Мешкає у В'єтнамі і Китаї.

## Поширення і екологія
В'єтнамські сцинки мешкають на півночі В'єтнаму, а також в Гонконзі, на півострові Сайкунь. Вони живуть в тропічних лісах і на трав'янистих галявинах.